# ArtRave
ArtRave (estilizado como artRAVE) foi um evento de dois dias organizado pela cantora americana Lady Gaga, de 10 a 11 de novembro de 2013, como parte da campanha promocional de seu terceiro álbum de estúdio, Artpop (2013). O evento, realizado em um grande depósito no Brooklyn Navy Yard, em Nova Iorque, serviu como uma festa de lançamento do álbum e incluiu uma coletiva de imprensa e apresentações ao vivo. Durante a conferência de imprensa, Gaga revelou "o primeiro vestido voador do mundo', chamado Volantis, e confirmou planos para uma performance no espaço em 2015. Nesse mesmo segmento, apresentou os trabalhos de Marina Abramović, Inez van Lamsweerde e Vinoodh Matadin, Jeff Koons e Robert Wilson. O armazém continha uma estátua gigantesca de Gaga criada por Koons e obras de arte, enquanto as telas ao redor exibiam vídeos das performances de Gaga com Abramović. Existiam, além disso, contorcionistas, um estande de DJ e comida e bebida grátis para os convidados.
Segundo planejamento prévio, o evento seria patrocinado pela American Express, porém, devido à ausênica de acordo com a produção do evento, a assessoria foi cancelada. Com um repertório que consistia nas canções de seu terceiro álbum de estúdio, Artpop, Gaga realizou um concerto transmitido ao vivo pela Vevo, e que foi retransmitido através dos parceiros de distribuição do site. Em 11 de novembro, a Clear Channel exibiu um especial de trinta minutos chamado "Album Release Party with Lady Gaga", apresentado por Ryan Seacrest em mais de 150 estações de rádio nos Estados Unidos. Em 19 de novembro, a CW apresentou um especial televisivo com imagens da festa do ábum. Em termos gerais, ArtRave recebeu críticas positivas que evocaram a grandiosidade da produção, bem como o desempenho e entusiasmo de Gaga; o lançamento do Volantis, no entanto, foi amplamente criticado.

## Desenvolvimento

### Concepção
O desenvolvimento do terceiro álbum de estúdio de Gaga, Artpop (2013), começou pouco tempo depois do lançamento de seu segundo álbum, Born This Way, em 2011. No ano seguinte, Gaga começou a colaborar com os produtores Fernando Garibay e DJ White Shadow. Nesse meio tempo, deu início à apresentação das faixas para a gravadora e esperou anunciar o título do álbum em setembro de 2013. Seguidamente, afirmou que Artpop era seu primeiro "álbum de verdade", em comparação com uma "fênix ressurgindo das cinzas", o que refletiu na confidência criativa do álbum e no surgimento de um esforço maior para formulá-lo.
Gaga recrutou o artista Jeff Koons para o projeto em 2013; ambos já haviam tido um encontro há três anos no Metropolitan Museum of Art num evento de moda, onde Gaga fez uma performance ao vivo. De acordo com Koons, Gaga disse a ele: "Sabe, Jeff, eu sou uma grande fã sua, e quando eu era criança e passeava pelo Central Park, eu conversava com meus amigos sobre o seu trabalho." Além disso, a Interscope Records divulgou em diversos espaços sobre futuros lançamentos do Artpop, em julho de 2013. Gaga, portanto, anunciou planos para um aplicativo que "combinasse música, arte, moda, e tecnologia com uma comunidade interativa global."
Em 12 de julho de 2013, um anúncio público revelou planos para a realização da ArtRave uma noite antes do lançamento do Artpop, revelando projetos que Gaga e Haus of Gaga estiveram trabalhando, bem como as obras de Inez van Lamsweerde e Vinoodh Matadin, o diretor de teatro Robert Wilson, as performances de Marina e Abramović e Koons. O anúncio continha Gaga cobrindo seus peitos nus com os braços, com uma tatuagem escrita "Artpop" no antebraço, e utilizando um apetrecho criado por Isabell Yalda Hellysaz, da London College of Fashion. Outra imagem promocional mostrava Gaga com cabelos castanhos, usando um par de óculos e sentada completamente nua numa cadeira confeccionada com placas-mãe enquanto mostrava sua tatuagem de unicórnio.

## Coletiva de imprensa
Gaga presidiu uma coletiva de imprensa, onde apresentou o Volantis, um veículo movido a bateria descrito como "o primeiro vestido voador do mundo". O vestido branco, descrito pela Entertainment Weekly como um "vestido flutuante", apresenta uma coluna central na qual o usuário é preso por um cinto de segurança que, por sua vez, está coberto por um plástico branco. A coluna abriga as baterias e outros equipamentos que permitem o voo do vestido. Seis unidades de ventilação de elevação estão montadas em barras de forma hexagonal, que irradia para o topo da coluna, dando ao dispositivo a capacidade de pairar três pés acima do solo. Projetado pela TechHaus, empresa do ramo tecnológico de Gaga, o desenvolvimento do vestido levou cerca de dois anos.
No início do dia, Gaga promoveu a exibição do Volantis no Twitter, dizendo: "Hoje, às 6 da noite, vamos testar o Volantis com o mundo. Nós convidamos você para o nosso processo criativo durante os estágios iniciais de decolagem." Para a demonstração, fez uma transição em traje de astronauta para uma meia-calça preta e um envoltório de cor preta.. De acordo com Amy Phillips da Pitchfork, "[Volantis] ressoou para a vida e avançou alguns metros, finalmente pairando. Fez a mesma coisa, mas para trás. Então parou. Somente isso." Em seguida, Gaga brincou que o vestido era apenas um "pequeno para o Volantis, mas um grande passo" para ela. Além disso, anunciou planos para a primeira performance musical no espaço. O show, portanto, foi cancelado quando um voo de teste para o projeto caiu.

## Sinopse e transmissão

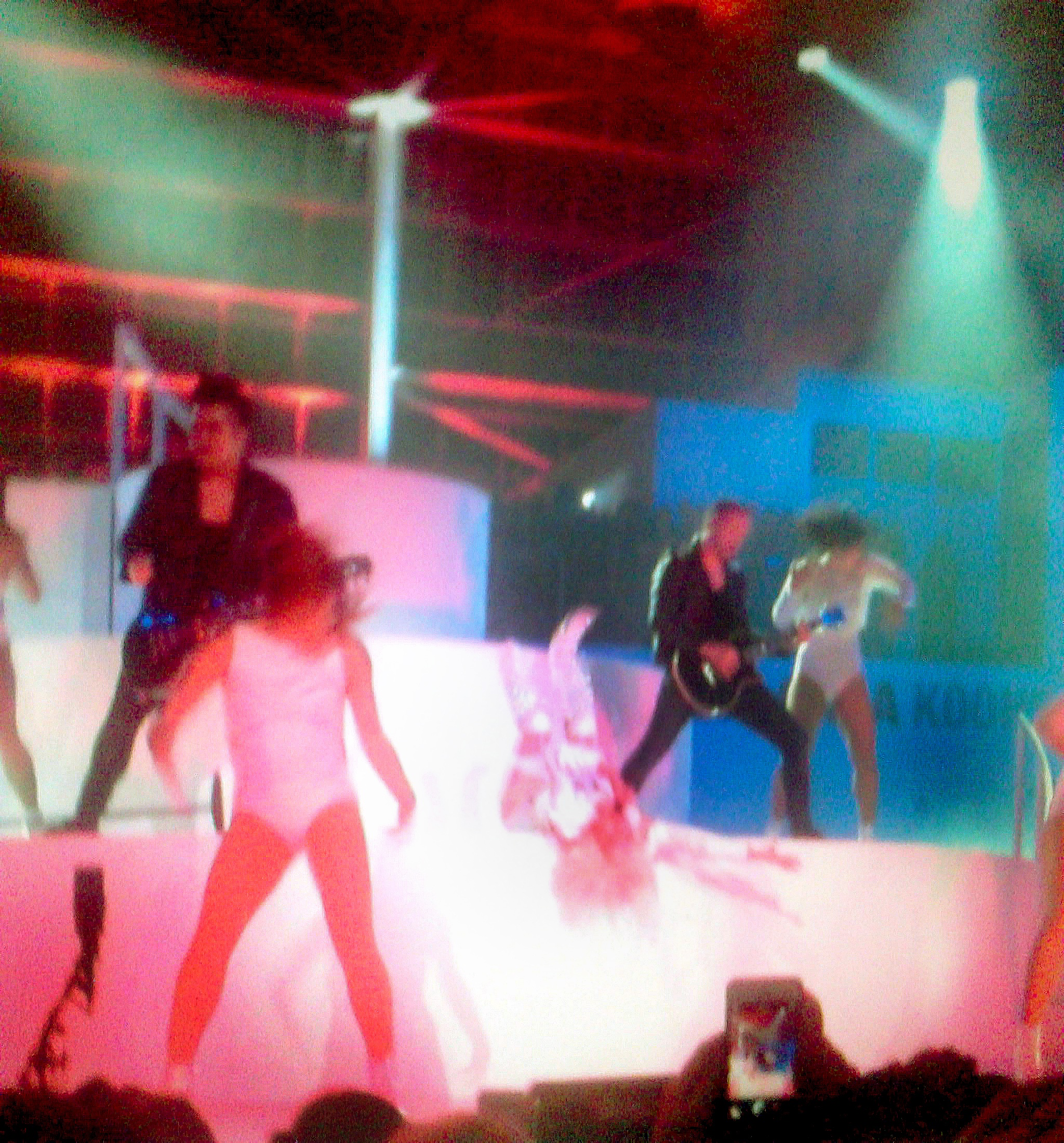

Após a coletiva de imprensa, Gaga realizou um show ao vivo que incluía músicas do Artpop, aparecendo às 00:45, mais de uma hora e meia depois do previsto. A sobrecarga do tráfego da Vevo ocorreu devido à razão do atraso da cantora. Após o incidente do site, Gaga fez um tweet dizendo: "Estamos trabalhando para consertar a transmissão, há MUITO tráfego. Se a Vevo não funcionar no seu país, não se preocupe, postaremos o show." Posteriormente, escreveu: "Apenas os Little Monsters conseguem derrubar a Vevo." Seguidamente, a transmissão ao vivo ocorreu na plataforma Vevo para países como Estados Unidos, Austrália, Brasil, Canadá, França, Alemanha, Irlanda, Itália, Holanda, Nova Zelândia, Polônia, Espanha e Reino Unido. Imediatamente após a transmissão, o evento passou a ser retransmitido continuamente por 48 horas.
Antes do show oficial, os DJs Madeon, DJ White Shadow e Lady Starlight tocaram para a plateia. O início do concerto contou com "Aura", performada pela artista. O repertório abrangia performances coreografadas de "MANiCURE", "Sexxx Dreams", seguidas por "Gypsy" e "Dope" com uma banda ao vivo. "Applause" e "Do What U Want" serviram como bis; os vocais de R. Kelly foram fornecidos como vocal de apoio para a apresentação. A escultura de Koons serviu como pano de fundo das performances, estando o palco e os trajes dos artistas em cor branca. Gaga utilizava uma máscara branca com boias em preto e branco.
Projetado por Gareth Pugh, o vestido utilizado por Gaga para a coleção Spring/Summer 007 tornou o estilista famoso. Além disso, Gaga fez mudanças de roupa durante a noite, incluindo um conjunto de três vestidos para a presentação de "Applause". Em 11 de novembro, a empresa Clear Channel transmitiu um especial de trinta minutos chamado "Album Release Party with Lady Gaga", apresentado por Ryan Seacrest, e disponível em mais de 150 estações de rádio dos Estados Unidos. O acesso sob demana esteve disponível através da Vevo, incluindo o YouTube, a partir de 14 de novembro do mesmo ano. O canal The CW transmitiu um especial com imagens da festa de lançamento do álbum na data de 19 de novembro.

## Recepção crítica

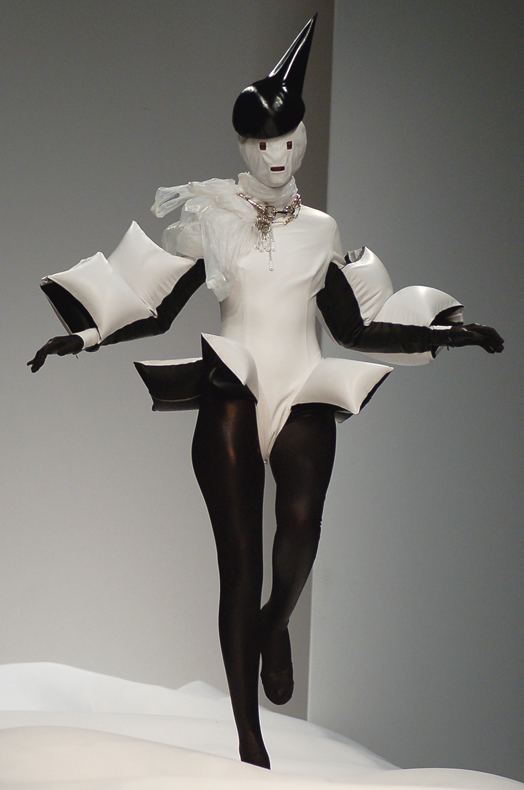

De modo geral, o evento recebeu aclamação dos principais portais de mídia musical. Amy Phillips, da Pitchfork, elogiou a performance de Gaga, afirmando: "Incrível como de costume, sendo uma aula magistral de diversão atrevida, teatralidade e sexo exagerados. Todo o aparato de Gaga e todo o mundo de Gaga estavam imersos - esse era o ponto. Era avassalador e consumidor, algo que até mesmo os melhores ciclos promocionais sonham em ser." Além disso, Amy imaginou que Gaga seria capaz de liderar o evento e classificou o evento como algo sem precedentes para a promoção do álbum de uma artista." Andrew Hampp e Jason Lipshutz, da Billboard, comparou o visual principal ao mascote Jack Box, da linha de restaurantes Jack in the Box, porém de estilo bizarro; ressaltaram, ainda, que a performance de Gaga "era mais pop art do que música pop artística, dizendo: "Mesmo que o show ao vivo precise de alguns ajustes para cativar completamente [o público], Lady Gaga mostrou, no domingo à noite, sua sabedoria em transformar uma arte de baixa cultura em uma festa grandiosa." Para o Gigwise, Michael Baggs escreveu: "Esparso, mas impressionante. [...] Gaga parecia maníaca e com olhos arregalados, mas superou com vocais ao vivo e uma performance extremamente enérgica."
Marisa G. Muller, da Rolling Stone, observou o público e a produção do evento, ressaltando: "Apesar de estar atrasada em mais de uma hora, Gaga fez seu público se sentir especial. Sóbria, Gaga ainda estava em seu pico de bizarrice." David Drake, da publicação Complex, considerou o evento como algo de alta produção, "mas como todas as coisas que Gaga faz, trata-se de uma reflexão acerca da dicotomia entre a baixa cultura e a alta cultura, a profundidade e a superficialidade, o pensativo e o impulsivo, e muitas outras condições que fazem você pensar sobre a natureza da filosofia, da vida e da arte." Na mesma análise, David elogiou a engenharia de som, as performances de "Gypsy", "Do What U Want", deduzindo: "Talvez esse tipo de ambição seja o futuro da música, pelo menos para certos artistas. embora Artpop não pareça retrô por si só, o projeto de Lady Gaga soa como uma reação à ideia de que, no que diz respeito à música, não há nada de novo sob o sol."
Carl Swanson, da revista norte-americana New York Magazine, ficou impressionado com a ArtRave e principalmente com a exibição do Volantis, acrescentando: "O evento, principalmente para as câmeras de Gaga e febrilmente para os convidados, foi surpreendentemente bem organizado para algo manifestamente difícil. A ideia era claramente estar no controle da festa. [...] Não se trata de uma colaboração, mas possivelmente de um sentimento maior que ela tenta se apegar - algo mais evanescente que pop - ou talvez apenas algo para se conter antes que se apague por completo." Kia Makarechi, do The Huffington Post, criticou a logística no momento em que Gaga teve que atravessar a multidão para chegar ao palco, mas escreveu: "Apesar disso, Gaga subiu ao palco e quase tudo foi esquecido. A cantora trabalhou no novo álbum com compromisso e estranheza." Nick Murray, da revista Spin, criticou a "exibição decepcionante do Volantis" e atestou que as ideias de Gaga sobre mudar o mundo e a tecnologia com o seu álbum eram "secas e ridículas, vagamente utópicas, mas excessivamente confiantes no poder liberador da tecnologia."

## Repertório
1. "Aura"[20]
2. "Artpop"
3. "Venus"
4. "Manicure"
5. "Sexxx Dreams"
6. "Gypsy"
7. "Dope"
8. "Applause"

Encore
1. "Do What U Want"